# لاسي بيتري
لاسي بيتري (بالدنماركية: Lasse Petry)‏ هو لاعب كرة قدم دنماركي في مركز الوسط، ولد في 19 سبتمبر 1992 في Smørumnedre ‏ في الدنمارك. شارك مع منتخب الدنمارك تحت 19 سنة لكرة القدم ومنتخب الدنمارك تحت 21 سنة لكرة القدم. أما مع النوادي، فقد لعب مع نادي نوردشيلاند.

## وصلات خارجية
- لاسي بيتري على موقع قاعدة بيانات كرة القدم.إي يو (الإنجليزية)
- لاسي بيتري على موقع Soccerway.com (الإنجليزية)